# Vince Clarke

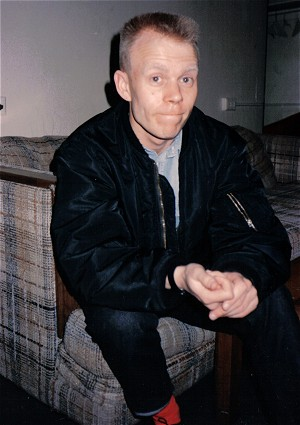
Vince Clarke i San Francisco år 1986.

Vince Clarke, ursprungligen Vincent John Martin, född 3 juli 1960 i South Woodford, Redbridge, London, är en brittisk musiker och låtskrivare. Sedan 1985 ingår han i duon Erasure. Tidigare har han varit medlem i Depeche Mode, Yazoo och The Assembly.
Clarke och Martin L. Gore i Depeche Mode återförenades under 2011–2012 i synthduon VCMG.

## Karriär
Clarke växte upp i Basildon, och grundade 1980 tillsammans med Martin L. Gore och Andrew Fletcher bandet Depeche Mode, initialt kallat Composition of Sound och senare utökat med sångaren David Gahan och skrev låtar till deras debutalbum Speak & Spell, släppt 1981. Clarke skrev bland annat singlarna "Dreaming of Me", "New Life" och "Just Can't Get Enough". Kort därefter lämnade Clarke gruppen och startade i slutet av 1981 duon Yazoo med sångerskan Alison Moyet. Gruppen fick flera hits, bland annat "Only You" och "Don't Go". 
Yazoo splittrades 1983 och samma år bildade Clarke The Assembly tillsammans med Eric Radcliffe och Feargal Sharkey. Trion fick en stor hit med "Never Never". The Assembly blev dock kortlivad som grupp och 1985 bildade Clarke Erasure med sångaren Andy Bell. De har haft en rad hits, däribland "Oh L'amour", "Sometimes", "It Doesn't Have to Be" och "Breathe".

## Diskografi

### Studioalbum
Depeche Mode
- 1981 – Speak & Spell

Yazoo
- 1982 – Upstairs at Eric's
- 1983 – You and Me Both

Erasure
- Wonderland (1986)
- The Circus (1987)
- The Innocents (1988)
- Wild! (1989)
- Chorus (1991)
- I Say I Say I Say (1994)
- Erasure (1995)
- Cowboy (1997)
- Loveboat (2000)
- Other People's Songs (2003)
- Nightbird (2005)
- Union Street (2006)
- Light at the End of the World (2007)
- Tomorrow's World (2011)
- Snow Globe (2013)
- The Violet Flame (2014)
- World Be Gone (2017)
- World Beyond (2018)
- The Neon (2020)